# Kramolín (Vysočina)
Kramolín (in tedesco Kramolin) è un comune della Repubblica Ceca facente parte del distretto di Třebíč, nella regione di Vysočina.